# Смишко, Роман Владимирович
Роман Владимирович Смишко (18 марта 1983, Цесис, Латвийская ССР, СССР) — украинский футболист, вратарь.

## Игровая карьера
Родился в Латвии, где отец проходил военную службу. После переезда на Украину жил с семьёй в Балте Одесской области, где начал заниматься футболом. Первый тренер — Григорий Белый. Вместе с братом Богданом выступал в дубле одесского «Черноморца», но из-за высокой конкуренции среди вратарей покинул команду.
Продолжил карьеру в командах второй лиги «Портовик» (Ильичёвск), «Днестр» (Овидиополь), «Олимпия ФК АЭС» (Южноукраинск).
В 2005 году перешёл в «Звезду», где во время товарищеской игры с «Кривбассом-2» вратаря заметил Александр Косевич и пригласил в Кривой Рог. Вратарями «Кривбасса» в тот период были Максим Старцев, Андрей Михайлов, Илья Близнюк. Восемь матчей Смишко пробыл в заявке высшей лиги под Старцевым, 5 матчей сыграл за дубль, а затем отозвался на приглашение Георгия Кондратьева из Белоруссии.
В команде «Сморгонь» Роман сыграл 10 матчей в высшей лиге чемпионата Белоруссии. Затем поступило приглашение из Вильнюса. В «Ветре» предлагали хорошие условия, но вскоре президент команды обанкротился, начались долги и Смишко покинул команду.
Продолжил карьеру в николаевской команде в первой лиге украинского чемпионата. После того как руководство и тренерский штаб команды обвинил игроков в «сдаче» игры ильичёвскому «Бастиону», покинул и эту команду.
Уехал в азербайджанский «Стандарт». Там пробыл около трёх недель, но возникли сложности с заключением контракта, и, рискуя в новом сезоне остаться без команды, Роман согласился на переход в Кыргызстан. В команде «Нефтчи» (Кочкор-Ата) стал чемпионом страны (2010). Но летом началась война и стало понятно, что киргизам — не до футбола.
После возвращения из Кыргызстана, Смишко был приглашён в Эстонию. Перед самым заключением контракта с командой «Транс» Нарва Смишко позвонили из Таллина и переманили. Он заключил контракт с «Левадией», где выступал в 2011—2014 годах. В 2014 году отстоял на ноль в 13 кряду матчах чемпионата Эстонии — 1281 минута — и был близок к тому, чтобы установить европейский рекорд. Всего за четыре сезона сыграл 130 матчей в чемпионатах Эстонии, становился чемпионом страны (2013, 2014).
В феврале 2015 года перешёл в «Нарва-Транс», сыграл 28 матчей за сезон. В 2016 году был в заявке клуба первой лиги Эстонии «Маарду ЛМ», но ни разу не вышел на поле.

## Семья
Семья — супруга Татьяна и дочь София. Брат Богдан также футболист.

## Достижения

### Командные[2]
«Ветра»
- Бронзовый призёр чемпионата Литвы (1): 2008
- Финалист Кубка Литвы (1): 2008

«Нефтчи» Кочкор-Ата
- Победитель чемпионата Кыргызстана (1): 2010

«Левадия»
- Победитель чемпионата Эстонии (2): 2013, 2014
- Серебряный призёр чемпионата Эстонии (1): 2012
- Обладатель Кубка Эстонии (3): 2012, 2013, 2014
- Обладатель Суперкубка Эстонии (1): 2013

### Индивидуальные
- Лучший игрок финала Кубка Литвы: 2008 год.
- Лучший вратарь чемпионата Эстонии: 2013 год[8]
- Абсолютный рекордсмен Мейстрилиги в серии игр без пропущенных мячей — 1282 минуты: 2014[9]
- Член символического Клуба вратарей имени Евгения Рудакова — 116 матчей на «0»[10]
- Второй вратарь в Европе по результату «сухой» вратарской серии продемонстрированному в чемпионате Эстонии: 2014 год.
- Лучший футболист чемпионата Эстонии по итогам сентября: 2014 год[11]